# Đan viện

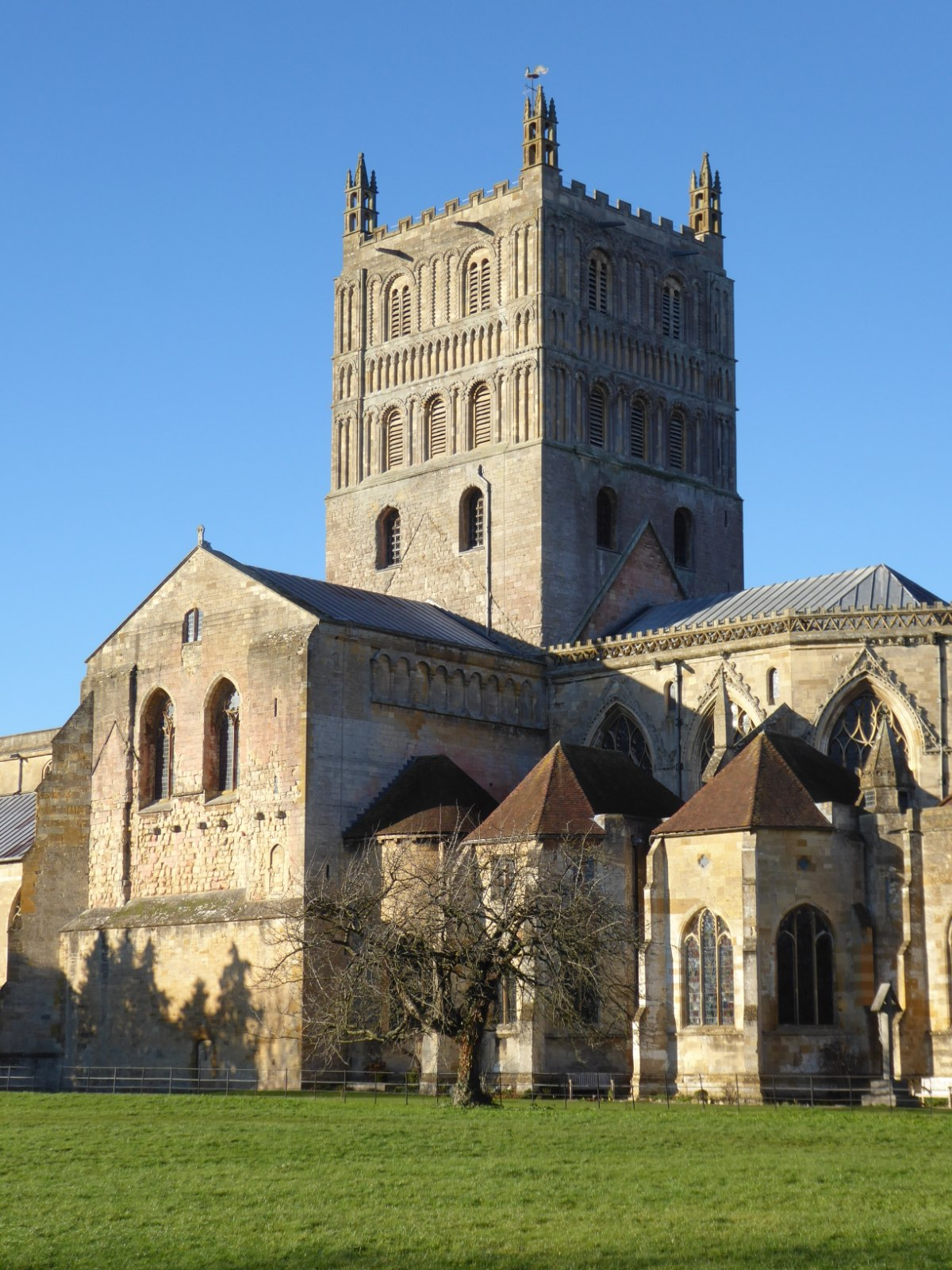
Một đan viện ở Anh

Đan viện (Abbey) là một loại tu viện Thiên Chúa giáo nơi mà cộng đoàn tu sĩ hoặc nữ tu sinh sống dưới sự coi sóc của một Viện trưởng (Abbot) hoặc Viện trưởng nữ (Abbess). Đan viện thường bao gồm nhà thờ (nhà thờ tu viện), nơi ở cho các nam tu sĩ, nữ tu, và các công trình phụ trợ khác cung cấp một khu phức hợp các tòa nhà và công trình trên đất, khu đât đai cho các hoạt động tôn giáo, công việc và nhà ở của tu sĩ và nữ tu và  người theo đạo Thiên chúa. Đan viện thường có quy mô khá lớn và giữ vai trò quan trọng hơn trong đời sống tôn giáo và xã hội trong lịch sử Công giáo. Các đan viện Kitô giáo đầu tiên được biết đến là các nhóm túp lều được xây dựng gần nơi cư trú của một nhà khổ hạnh nổi tiếng hoặc một người thánh thiện khác. Khái niệm về đan viện đã phát triển trong nhiều thế kỷ từ những cách tu viện ban đầu của những người đàn ông và phụ nữ theo đạo Thiên chúa, nơi họ sống tách biệt với cộng đồng giáo dân xung quanh họ. 
Một đan viện có thể là ngôi nhà của một dòng tu kín hoặc có thể mở cửa cho du khách. Một số đan viện cung cấp chỗ ở cho những người đang tìm kiếm nơi tĩnh tâm cũng như nơi trú để chăm sóc người nghèo và người có nhu cầu, nơi trú ẩn cho những người bị ngược đãi hoặc giáo dục cho trẻ em. Có nhiều đan viện nổi tiếng trên khắp lưu vực Địa Trung Hải và Châu Âu. Vào thời kỳ đầu của phong trào tu hành Cơ đốc, những người khổ hạnh sẽ sống tách biệt với xã hội nhưng gần một nhà thờ làng. Tuy nhiên, sự cuồng tín tôn giáo hay sự mộ đạo ngày càng tăng về cách sống của những người khổ hạnh và hoặc sự ngược đãi họ sẽ đẩy họ ra xa cộng đồng của họ hơn và dấn sâu hơn vào sự cô độc, chẵng hạn như những ẩn thất và túp lều của anchorite (những ẩn sĩ tôn giáo) đã được tìm thấy trong sa mạc của Ai Cập. Tu viện Westminster được thành lập vào thế kỷ thứ mười bởi Thánh Dunstan, người đã thành lập một cộng đồng các tu sĩ Benedictine. Tàn tích duy nhất còn lại của tu viện St Dunstan là những mái vòm tròn và những cột trụ lớn chịu lực của hầm mộ và phòng Pyx.